# Camaridium nutantiflorum
Camaridium nutantiflorum är en orkidéart som beskrevs av Rudolf Schlechter. Camaridium nutantiflorum ingår i släktet Camaridium och familjen orkidéer. Inga underarter finns listade i Catalogue of Life.